# Harmath Lujza
Keszi Harmath Lujza (Torda, Torda-Aranyos megye, 1846. május 21. – Marosvásárhely, 1910. október 31.) magyar író.

## Élete
Az erdélyi örmény Harmat (eredeti örmény név: ts’vogh 'ցող') család leszármazottja.  
Régi nemes birtokos család sarja. Szülői által (anyját korán elvesztvén) gondos nevelésben részesült és fogékony lélekkel bírt minden szép iránt. Az 1860-as évek vége felé a nagy lendületet vett női munkaképesítés mozgalmaiban részt vett.
Ekkor leginkább Ibolyka álnévvel írt a vidéki lapokba s az Emilia által szerkesztett Családi Körbe. Az 1870-es években saját neve alatt munkatársa lett a Magyar Polgár, Ország-Világ, Pesti Napló sat. lapoknak, hol beszélyei jelentek meg; írt még a Családi Lapokba, Erdélyi Híradóba s a Magyar Bazárba (1888. Nők az irodalomban), az Irodalmi Értesítőbe (1888. Egy kis darab a nagyvilágból). a M. Szalonba (XII. 1889-90. Rege a falevélről, XV. 1891. elb.), az Armeniába (1889. Örmény népköltészet), a Bukaresti Magyar Képes Naptárba (1890. Egy királyné Tuszkulánuma: Szinája), a Brassóba (1890. 44-49. sz. Carmen Sylva és kiválóbb nőalakjai), a Fővárosi Lapokba (1890. Egy királyné női eszményei Carmen Sylva regényeiben, 1891. Székely vásárok «verscsináló»-ja), a Magyar Nők Lapjába (1892. önéletrajzféle), az Erdélyi írók és művészek Almanachjába (1892. Egy szomorú kép a székely népéletből), az Erdélybe (1893. Kirándulás a Bükkenes-tetőre, Üdvözlet Toroczkónak) sat. Költeményei is vannak, ezek közül a Peti czigány c. (Hatszáz magyar nemzeti dal. Bpest, 1881. c. gyűjteményben) figyelmet keltett.

## Munkái
- Fény és árnyak. Kolozsvár, 1885. (Elbeszélések).
- Rajzok. Irta Carmen Sylva, ford. Bpest, 1885. (Ism. Főv. Lapok).
- Egy kis darab a nagy világból. Kolozsvár, 1886. (Elbeszélések).
- Magyar írónők Albuma. A magyar írónők műveiből összeállította és kiadta. Bpest, 1890. (Ebben tőle: Egy magyar írónő a század elején: Takács Éva).